# Astichus polyporicola
Astichus polyporicola är en stekelart som beskrevs av Karl-Johan Hedqvist 1969. Astichus polyporicola ingår i släktet Astichus och familjen finglanssteklar. Inga underarter finns listade.